# Plemyria completa
Plemyria completa är en fjärilsart som beskrevs av Hans Rebel 1910. Plemyria completa ingår i släktet Plemyria och familjen mätare. Inga underarter finns listade i Catalogue of Life.